# Colonia Cuauhtémoc, Puebla
Colonia Cuauhtémoc är en ort i Mexiko.   Den ligger i kommunen Tecamachalco och delstaten Puebla, i den sydöstra delen av landet, 160 km öster om huvudstaden Mexico City. Colonia Cuauhtémoc ligger 1 987 meter över havet och antalet invånare är 281.
Terrängen runt Colonia Cuauhtémoc är kuperad österut, men västerut är den platt. Runt Colonia Cuauhtémoc är det ganska tätbefolkat, med 100 invånare per kvadratkilometer. Närmaste större samhälle är Tecamachalco, 5,8 km norr om Colonia Cuauhtémoc. Trakten runt Colonia Cuauhtémoc består till största delen av jordbruksmark.